# Jakub Szumski
Jakub Szumski (Varsovia, Polonia, 6 de marzo de 1992) es un futbolista polaco que juega de portero en el Sakaryaspor de la TFF Primera División.

## Carrera
Jakub Szumski comenzó su carrera en las categorías inferiores del Legia de Varsovia, siendo ascendido al primer equipo en 2010. Durante la temporada 2012/13, Szumski fue cedido al Piast Gliwice, disputando un único partido con el conjunto silesio. Previamente, en su carrera como internacional, ya había disputado siete partidos con la selección sub-21 polaca.
Tras pasar tres temporadas como jugador del Piast Gliwice, Szumski regresó al Legia en verano de 2015, convirtiéndose en el tercer portero del equipo detrás de Dušan Kuciak y Arkadiusz Malarz. Tras jugar de cedido en el Zagłębie Sosnowiec, en enero de 2018 vuelve a marcharse, esta vez no en condición de préstamo sino de traspaso, al Raków Częstochowa de la I Liga polaca.

## Clubes
| Club                        | País    | Año       | PJ | Goles |
| --------------------------- | ------- | --------- | -- | ----- |
| Legia de Varsovia           | Polonia | 2010-2013 | 0  | 0     |
| Piast Gliwice (cedido)      | Polonia | 2012-2013 | 1  | 0     |
| Piast Gliwice               | Polonia | 2013-2015 | 13 | 0     |
| Legia de Varsovia           | Polonia | 2015-2018 | 0  | 0     |
| Zagłębie Sosnowiec (cedido) | Polonia | 2016-2017 | 24 | 0     |
| Legia de Varsovia II        | Polonia | 2017      | 13 | 0     |
| Raków Częstochowa           | Polonia | 2018-2021 | 58 | 0     |
| BB Erzurumspor              | Turquía | 2021-2022 | 53 | 0     |
| Samsunspor                  | Turquía | 2022-2024 | 38 | 0     |
| Sakaryaspor                 | Turquía | 2024-     | 31 | 0     |

## Palmarés

### Títulos nacionales
| Título            | Club              | País    | Año     |
| ----------------- | ----------------- | ------- | ------- |
| I Liga de Polonia | Raków Częstochowa | Polonia | 2018-19 |